# Jan Šponiar
Jan Šponiar (23. července 1927 – 21. dubna 1949 státní hranice u obce Palič) byl český dělník, který spáchal v roce 1949 sebevraždu při snaze o překročení státní hranice do Západního Německa při útěku z Československa.
Dne 21. dubna 1949 byl v hraničním pásmu u obce Palič zpozorován strážmistrem Jaroslavem Kysilkou, který jej chtěl spolu s další osobou legitimovat a posléze zadržet. Šponiar se však začal bránit se zbraní a Kysilku postřelil. Kysilka poté zasáhl i Šponiara, který posléze zraněný na místě spáchal sebevraždu. Komunistickým režimem byl poté nesmyslně označen jako agent zahraniční rozvědky. Střelbu nepřežil ani Kysilka, který vykrvácel.